# Irmengarde de Chiemsee
Irmengarde de Chiemsee, parfois orthographié Ermengarde, (en allemand : Selige Irmgard, ou Irmengard), née vers 831/833 à Ratisbonne et morte le 16 juillet 866, est la première abbesse de Frauenchiemsee, de 857 jusqu'à sa mort. Elle est déclarée bienheureuse.
Membre de la dynastie carolingienne, elle est la seconde fille du roi Louis II de Germanie et de sa femme Emma de Bavière,.

## Biographie
Nées dans la cour du roi Louis, en Bavière, Irmengarde et ses sœurs sont destinées à la vie monastique. Elle est élevée dans l'abbaye bénédictine de Buchau en Souabe.
Vers 850, le roi Louis nomme Irmengarde abbesse du monastère de Frauenchiemsee, fondé en 782 par le dernier Agilolfinge, le duc Tassilon III de Bavière, qui a acquis depuis 788 le statut d'abbaye impériale. Sous la direction d'Irmengarde, les locaux vétustes sont restaurés et l'ancien chapitre de dames nobles est transformé en un couvent de religieuses bénédictines.

## Vénération

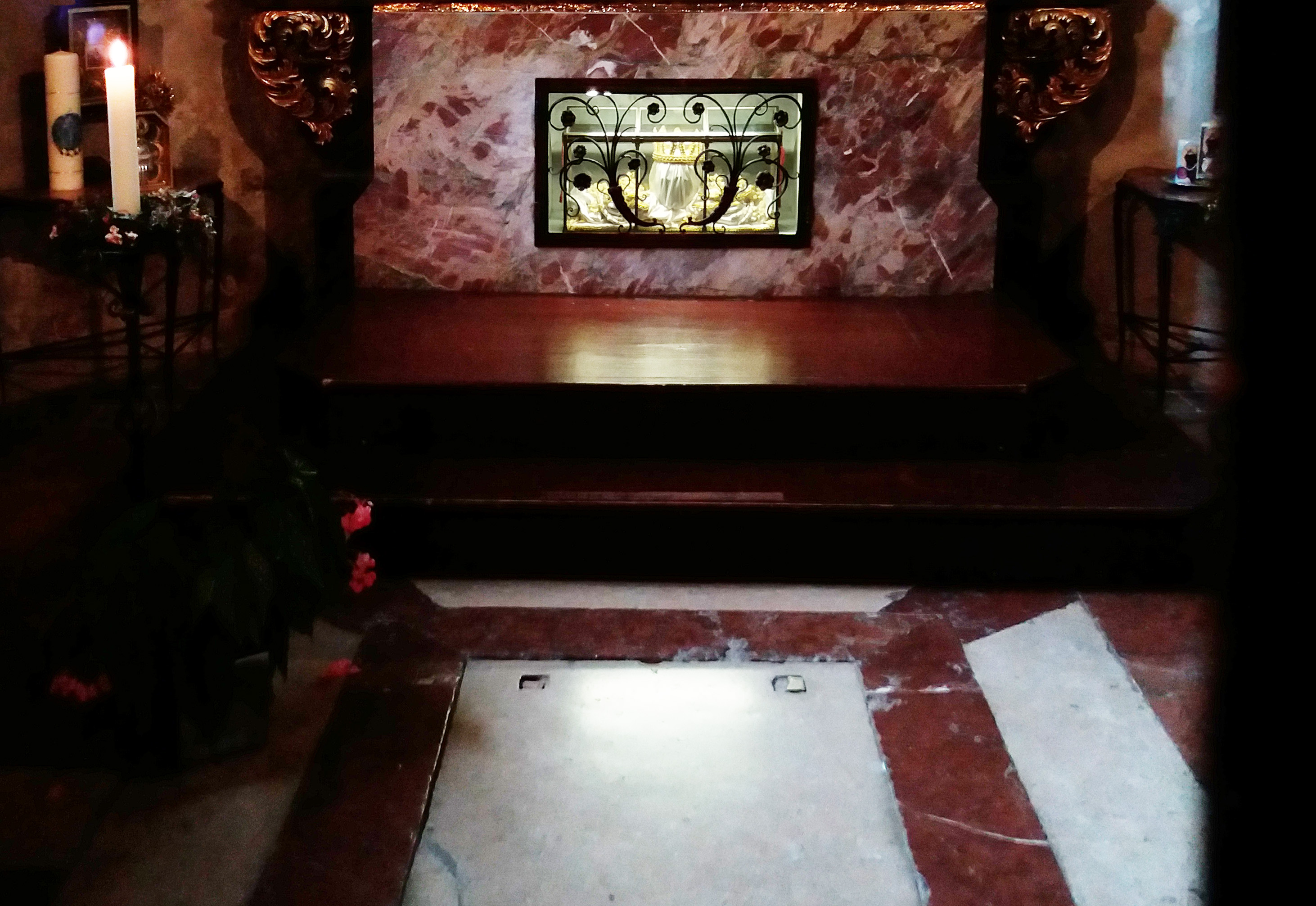
Reliquaire contenant la tête d'Irmengarde de Chiemsee dans la chapelle de Chiemsee.

Irmengarde est vénérée dès le début du XIe siècle, lorsque l'Abbé Gerhard transfère ses reliques à l'abbaye de Seeon en 1004. Son culte n'est cependant officiellement reconnu qu'en 1928 par le pape Pie XI, sur l'initiative du cardinal Michael von Faulhaber. Irmengarde est béatifiée le 17 juillet 1929.
Son jour de fête est le 16 juillet.